# Tearce
Tearce (makedonska: Теарце) är en ort i Nordmakedonien.   Den är huvudort i kommunen med samma namn, i den nordvästra delen av landet, 30 kilometer väster om huvudstaden Skopje. Tearce ligger 503 meter över havet och antalet invånare är 23 096.